# أبو يعقوب يوسف بن عبد المؤمن
أبو يعقوب يوسف بن عبد المؤمن (1139، تينمل - توفي 18 ربيع الآخر 580هـ / 29 يوليو 1184م) ثاني خلفاء الدولة الموحدية حكم بلاد المغرب والأندلس بين 1163 حتى 1184 في عاصمة دولته مراكش. شيد الجامع الكبير في إشبيلية وجامع الكتبية في مراكش وصومعة حسان في الرباط.

## مسيرته

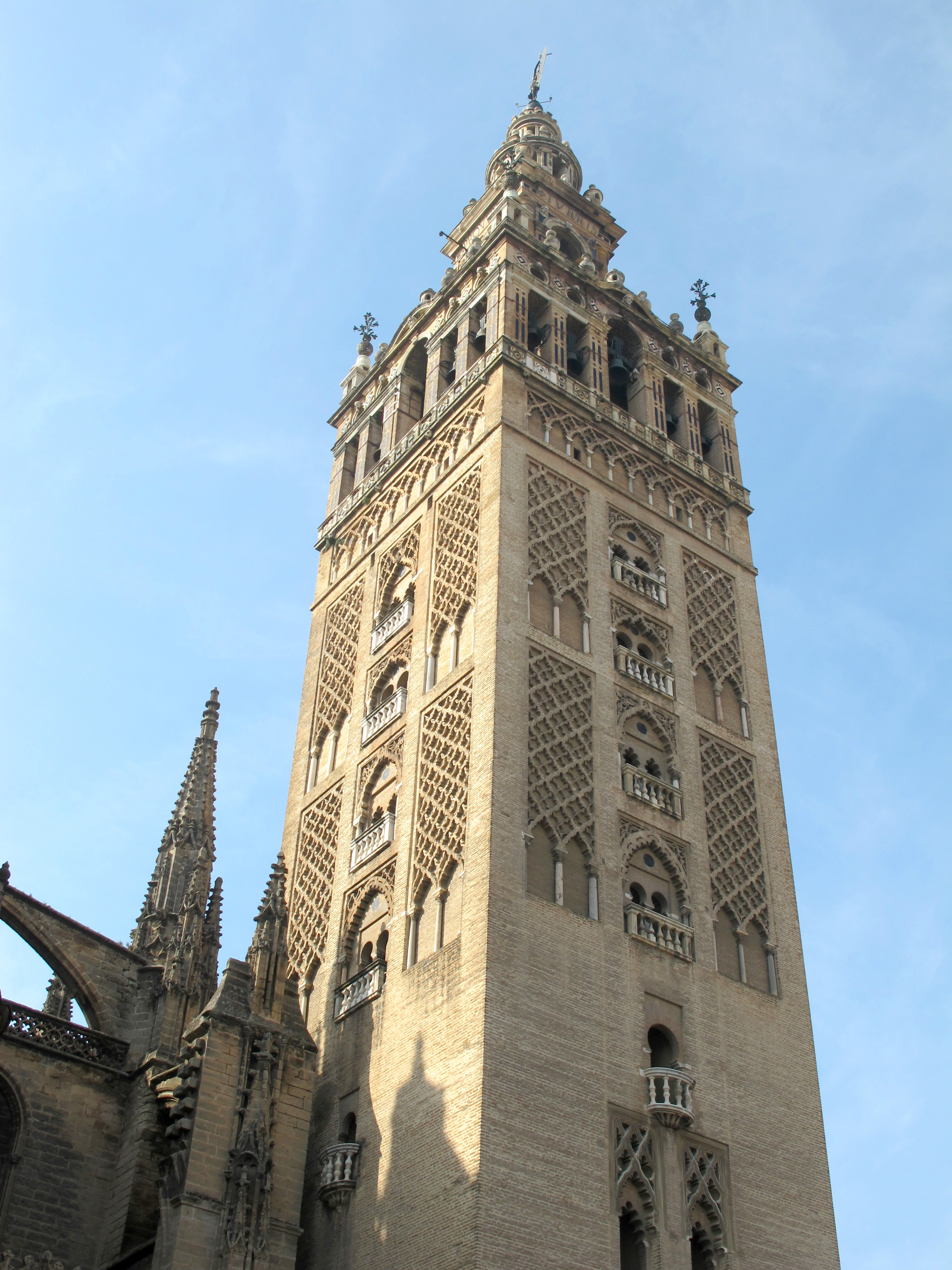
برج الخيرالدة الذي بني في عهد ابو يعقوب يوسف بأمره (1172)

ولد في تينمل في 15 من شهر رجب سنة 533 هـ الموافق 17 فبراير 1139 م، وكان والده هو عبد المؤمن مؤسس الدولة الموحدية ووالدته هي صفية بنت أبي عمران ابنة أبي عمران موسى بن سليمان الكافي، الذي كان أحد أتباع ابن تومرت.
تزوج أبو يعقوب يوسف بن عبد المؤمن من الأميرة الصنهاجية لالا مريم التي كانت قد أسرت من قلعة بني حماد عندما استولى السلطان الموحدي عبد المؤمن على المدينة، ثم أطلق سراحها بعد ذلك وجعلها تتزوج ابنه.
تولى السلطنة بعد وفاة أبيه في جمادى الآخرة سنة 558هـ, وقد واجه في بداية حكمه بعض الاعتراضات من إخوانه الأكبر سنًا ولكنها زالت سريعًا.

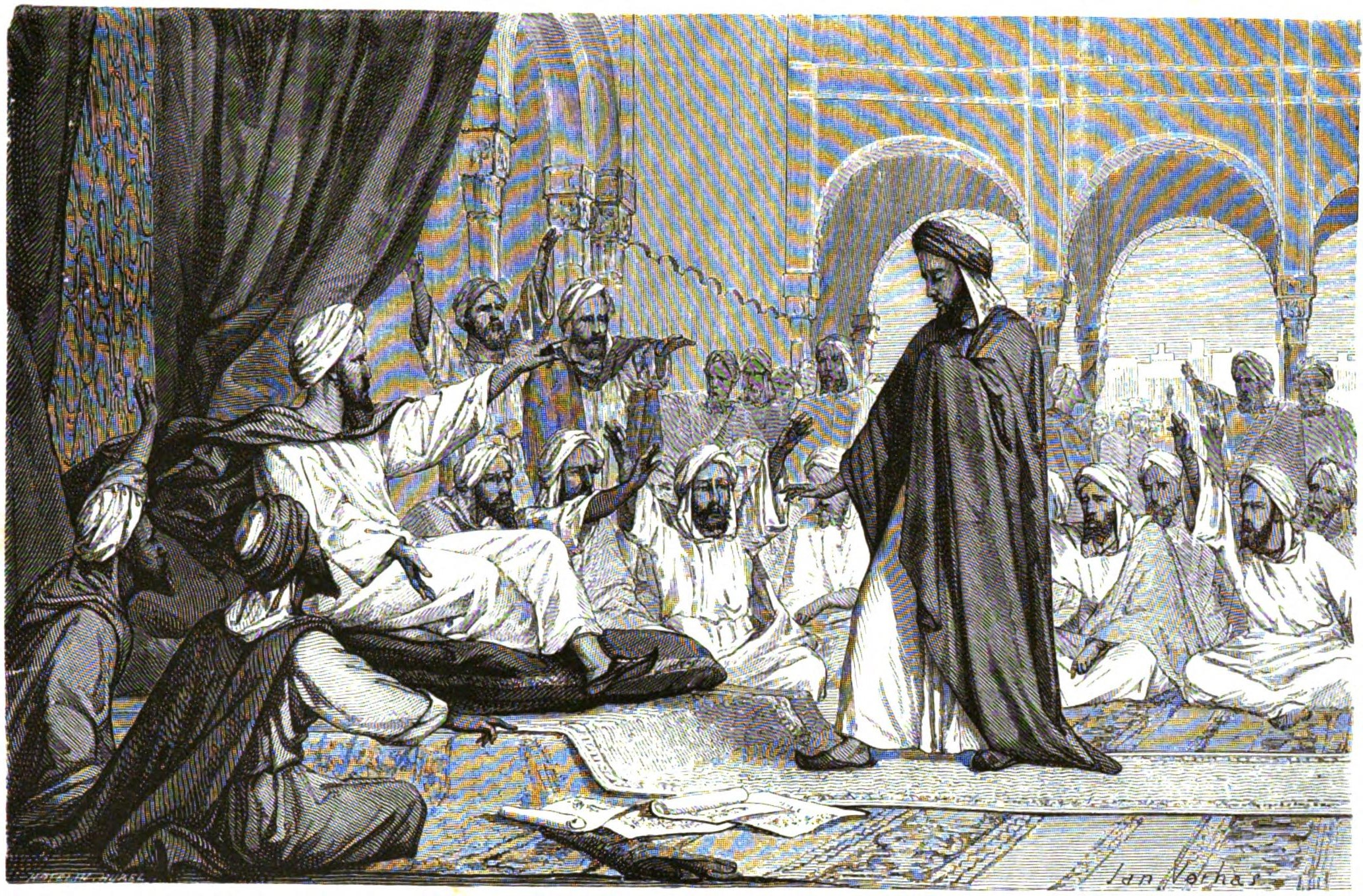
ابن رشد في بلاط ابو يعقوب يوسف

كان أبو يعقوب يوسف بن عبد المؤمن أديبا حافظًا للقرآن وعالما دينيا يتبع المدرسة الظاهرية أو المدرسة الحرفية للفقه الإسلامي، مثله في ذلك مثل العديد من حكام الموحدين، ويقال أنه كان يحفظ صحيح البخاري بسنده الخاص به، ورغم أرومته الأمازيغية كان شديد الفصاحة باللغة العربية، يعلم أخبار العرب في الجاهلية والإسلام، لذلك انتظم في بلاطه أعظم علماء وأدباء العصر، ومنهم ابن رشد، وابن طفيل، وحفصة بنت الحاج الركونية الغرناطية التي درّست بنات السلطان في قصره.
كان أبو يعقوب يوسف بن عبد المؤمن قد عين عالم قرطبة الموسوعي ابن مضاء كقاضي قضاة له خلال الإصلاحات التي أجراها لدولة الموحدين، وأشرف الاثنان على حظر أي مادة دينية كتبها غير الظاهريين، ثم ذهب ابن يوسف المنصور إلى أبعد من ذلك، فأمر بإحراق الكتب غير الظاهرية بدلاً من حظرها فقط. يقول أبو معاوية البيروتي: «أنه كان من المتعصبين للمذهب الظاهري، ولا يقبل إلا الكتاب والسنة فقط في الحكم، فالأرجح أنه لن يختار لتولية قضائه الأعلى إلا من كان على مثل مذهبه الظاهري».
اشتهر بشغفه الكبير بالجهاد، فلقد كان دائم الغزو والتجهيز له، واعتنى بالجيوش وقواها، حتى أنه قد ألف رسالة مشهورة في فضل الجهاد في سبيل الله ومكانته والحض عليه، صارت هذه الرسالة تطبع وتدرس حتى وقت قريب.
اتجه أبو يعقوب يوسف بن عبد المؤمن لغزو شبه جزيرة أيبيريا في عام 1170 ونجح في إخضاع يلنسية وكاتالونيا، وفي العام التالي استقر في إشبيلية، وأمر ببناء العديد من المباني، مثل قصر المورق وقصر البحيرة وقلعة جابر. واصل بعد ذلك الحرب ضد نصارى الأندلس بقيادة ابن مردنيش، والذي قُتل في نهاية الأمر خلال حصار مرسية في عام 1172، ثُم وسع أبو يعقوب يوسف بن عبد المؤمن نطاق معاركه لتمتد إلى غرب الأندلس، ولكن لم يكد ينتهي من تحقيق الاستقرار في الأندلس حتى اندلعت الثورة في قفصة ضد الدولة الموحدية عام 1180.

## وفاته
في 29 يوليو 1184 أصيب أبو يعقوب يوسف بن عبد المؤمن بجروح قاتلة في معركة شنترين بالأندلس توفي على إثرها، ثم نقل بعدها جثمانه إلى مسقط رأسه تينمل بعد حكم دام واحداً وعشرين عاماً وعشرة أشهر وثمانية أيام.